# Pteris speciosa
Pteris speciosa är en kantbräkenväxtart som beskrevs av Georg Heinrich Mettenius och Oskar Kuhn. Pteris speciosa ingår i släktet Pteris och familjen Pteridaceae. Inga underarter finns listade.